# توني بيرغ
توني بيرغ (بالإنجليزية: Tony Berg)‏ هو موسيقي أمريكي، ولد في 21 أكتوبر 1954.

## وصلات خارجية
- توني بيرغ على موقع IMDb (الإنجليزية)
- توني بيرغ على موقع ميوزك برينز (الإنجليزية)
- توني بيرغ على موقع ديسكوغز (الإنجليزية)
- توني بيرغ على موقع قاعدة بيانات الفيلم (الإنجليزية)